# Fuerzas Armadas Guanches
Las Fuerzas Armadas Guanches (FAG, por sus siglas) fueron el brazo armado terrorista del Movimiento por la Autodeterminación e Independencia del Archipiélago Canario (MPAIAC), activas entre el 1 de noviembre de 1976 hasta finales de 1978, cuando decretaron una tregua indefinida unilateral en su actividad contra lo que consideraban la ocupación colonial del archipiélago por parte de España. En el convulsionado contexto del inicio de la Transición y la Guerra Fría Árabe, las FAG acometieron la colocación más de medio centenar de bombas —principalmente hechas de dinamita obtenida de las galerías y de los desmontes a base de barrenos en Canarias— como medio para presionar por la independencia canaria y la alineación política con Argelia.
El MPAIAC concibe a las FAG como "el pueblo en armas, la expresión más elevada del proceso de descolonización del Archipiélago Canario”. Su creación se apoya en la resolución de la ONU del 13 de octubre de 1970 sobre la descolonización, en la que se reconoce a todos los pueblos que continúan bajo dominio colonial el derecho a emplear «todos los medios necesarios» en su lucha por la liberación. Esta resolución estuvo precedida por un logro del MPAIAC en el ámbito de la política internacional: la resolución adoptada por la OUA en julio de 1968, en la que se afirmaba que "las Islas Canarias son parte integrante de África y no constituyen una parte integrante de España. En consecuencia, debemos declarar que las Islas Canarias tienen derecho a la autodeterminación y a la independencia, al igual que cualquier otro territorio africano que aún permanezca bajo dominación colonial".
En Venezuela, las FAG también tenían la idea de hacer una guerra de guerrillas para liberar Canarias, por lo que un puñado de independentistas recibieron instrucción militar a manos del brigadista venezolano que luchó en Nicaragua, Álvaro Carrera. Tenían su campamento en una frondosa cordillera cerca del Río de Todasana, en la finca de un gomero llamado Sixto. Uno de los empresarios que les financió fue Francisco. El entrenamiento llegó a su fin en 1984, cuando retuvieron a 4 militantes e incautaron su armamento. Algunos nombres guerrilleros son, Fructuoso Rodríguez, Mario Pérez ("El Herreño") o un tal, "Elemento".

## Estructura
Las FAG estaban organizadas en grupos de acción que tenían nombres guanches, como el comando Tigaday, y que estaban constituidos por entre tres y cinco miembros, aunque podían llegar a ser dos si las circunstancias lo requiriesen. Cada grupo o "célula" tenía un responsable contacto que exigía al grupo la realización de un programa de trabajo fijado por un órgano dirigente o Tagoror. Este contacto, responsable del grupo, decidirá cuando un simpatizante esté preparado para formar parte de la organización. Cada célula de acción posía un manual de la FAG donde se asesora a sus miembros.
Todos los militantes debían someterse a una preparación técnica y política, prepararse en cuanto a defensa personal, manejo de armas, reconocimiento del terreno, recopilación de información, etc. Además se proponía: saber conducir y conocer un coche, hasta el punto de robarlo, tener conocimiento en la fabricación de explosivos caseros, escalar, bucear, saber hacer curas de emergencia, tener nociones de electricidad y sobre todo de comunicaciones.
Así se orientaba a las FAG en su preparación a través de La voz de Canarias Libre: "Todos los hermanos de los grupos de choque deben entrenarse rápidamente en deportes como lucha canaria, judo, boxeo, kárate y natación. Deben practicar diariamente la marcha y salir a las montañas siempre que puedan haciendo pruebas de supervivencia. Recomendamos a estos grupos que vayan provistos de zurrones con gofio, leche y miel y una cantimplora de agua. Pueden llevar almendras secas e higos pasados o purretas y con eso deben resistir pruebas de resistencia al hambre y a la fatiga, al frío y al sueño. La resistencia de los componentes de las FAG. tiene que ser superior a los de los Boinas Verdes españoles que deambulan por nuestras montañas para atemorizar a nuestro pueblo."
De este modo, se establece una disciplina interna muy estricta. La asistencia y la puntualidad a las reuniones resultan esenciales, y estas deben celebrarse únicamente cuando sean estrictamente necesarias. Toda actividad ajena a la organización queda en un segundo plano, ya que la militancia se entiende como un compromiso permanente con la causa.
En las comunicaciones telefónicas deben emplearse cabinas públicas, utilizar nombres de guerra y recurrir a sistemas de claves. Nunca se debe proclamar la condición de militante ni generar sospechas; por ejemplo, evitando destacar en manifestaciones. Es fundamental estudiar con detalle las zonas de acción, vestir de forma discreta y actuar con la mayor rapidez posible. En caso de detención, se exigía resistir la tortura al menos 24 horas, con el fin de impedir nuevas detenciones y dar tiempo a que el comando afectado pudiera reorganizarse.
Las guerrillas urbanas evolucionarían progresivamente hacia las guerrillas de monte, a medida que sus miembros fueran descubiertos y perseguidos, renovando así los dos frentes de lucha. La misión principal de las guerrillas rurales era atacar cuarteles, recuperar material bélico para las FAG y organizar hospitales clandestinos en la montaña.

## Cronología de los atentados de FAG

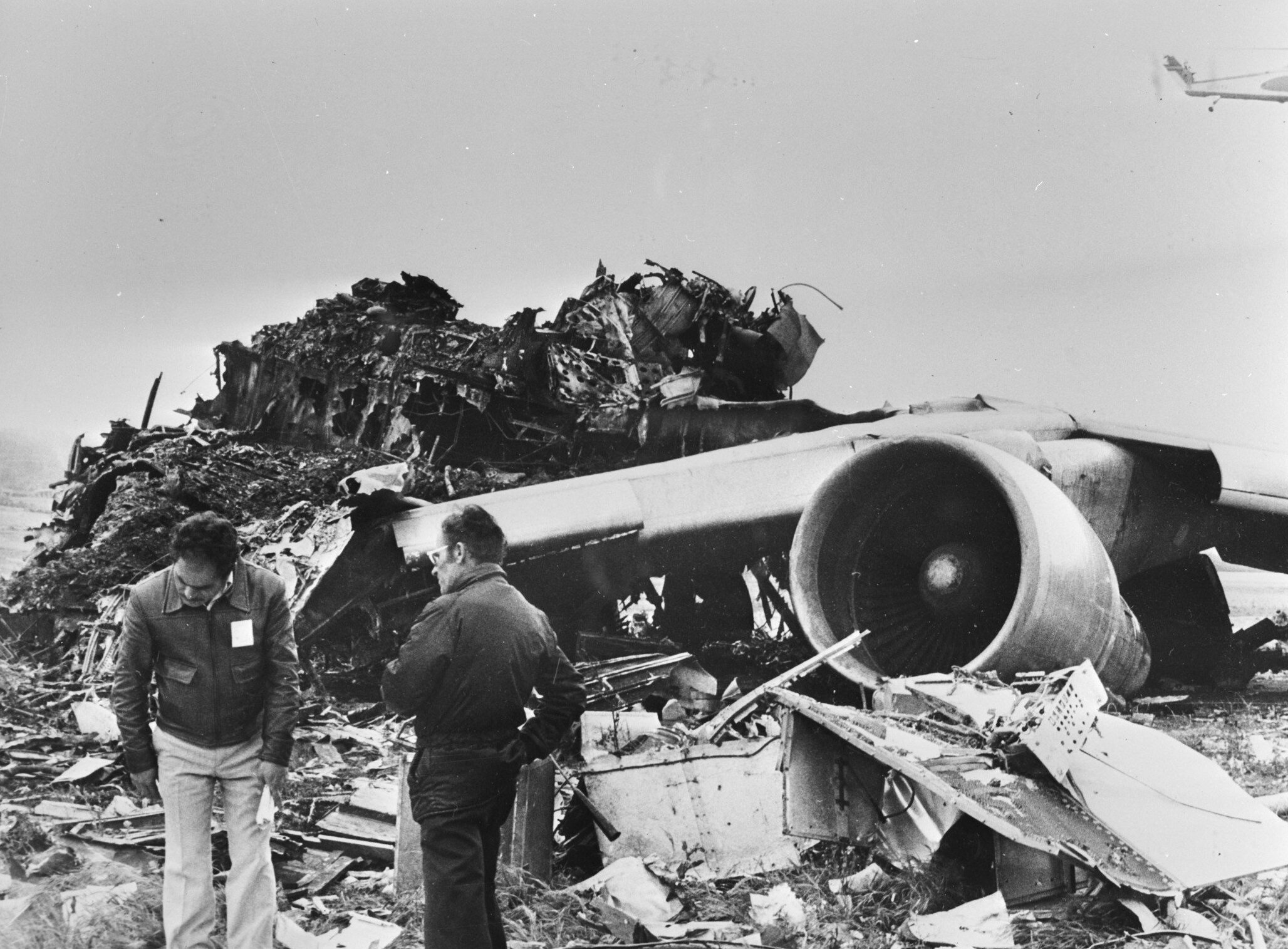
27 de marzo de 1977: una de las causas indirectas
del desastre de Los Rodeos, el mayor accidente aéreo de la historia, fue la congestión de las pistas de rodaje ocasionada por el cierre del aeropuerto de Las Palmas por bomba del MPAIAC.

Entre otros, se pueden señalar los siguientes atentadosː
- 1 de noviembre de 1976: bomba contra Galerías Preciados y Simago en Las Palmas de Gran Canaria, daños materiales.[5][6]
- 14 de noviembre de 1976ː bomba contra Galerías Preciados de Santa Cruz de Tenerife, daños materiales.
- Finales de noviembre: encubrimiento y colaboración con El Rubio, asesino del falangista Eufemiano Fuentes, a cambio de armas, en su huida Argelia.
- 15 de enero de 1977ː granada contra un coche de policía ante el Gobierno Civil de Las Palmas, daños materiales.[7]
- 27 de marzo de 1977: una bomba de las FAG explota en la floristería de la terminal de pasajeros del aeropuerto de Gran Canaria, causando varios heridos y diversos daños materiales. Los vuelos son desviados al aeropuerto de Los Rodeos en Tenerife, siendo ésta una de las causas[8][4] del mayor accidente aéreo de la historia, con casi 600 víctimas mortales.
- Marzo de 1977: muere Santiago Marrero Hernández, abatido por vigilantes de la Marina Española en el cuartel de la Isleta, Gran Canaria, donde había entrado a recuperar armas.
- 21 de noviembre de 1977ː bomba en la sede de Banco de Madrid y la Mutualidad Laboral en Tenerife, ocasionando grandes destrozos e hiriendo al vigilante del banco.[9]
- 13 de mayo de 1977: Se produce el primer atentado terrorista de las FAG en territorio peninsular, estallando un artefacto explosivo colocado en las Galerías Preciados de calle Arapiles de Madrid, causando un incendio.[10]
- 14 de junio de 1977ː el día antes de las elecciones generales colocan una bomba en las instalaciones logísticas de Pescanova en Madrid.[11]
- 5 de julio de 1977ː bomba en el hotel Iberia de Las Palmas, daños materiales.[12]
- 24 de septiembre de 1977ː bomba en la oficina de turismo de Puerto de La Cruz, daños materiales.[13]
- 21 de diciembre de 1977ː bomba en el hotel Botánico de Puerto de La Cruz, dos turistas nórdicos heridos.[14]
- 2 de enero de 1978: secuestro del buque Antonio Armas, en la ruta Las Palmas-Valencia, desvío y desembarque en Orán.[15]
- 3 de febrero de 1978: bomba en el monumento a Cervantes en Madrid, daños materiales.[16]
- 19 de enero de 1978ː bomba en el Centro de Iniciativas Turísticas (CIT) de Tenerife, daños materiales.[17]
- 24 de enero de 1978ːbomba en una oficina de Correos de La Laguna y en el hotel Parque Mesa del Mar (Tacoronte).[18]
- 24 de febrero de 1978: primera víctima mortal del MPAIAC, durante el atentado al Banco de Vizcaya en La Laguna, el policía artificiero Rafael Valdenebros.
- 11 de abril de 1978ː bomba colocada en la playa de Las Canteras (Las Palmas).[7]